# Pseudorabdion saravacense
Pseudorabdion saravacense — вид змій родини полозових (Colubridae). Ендемік Калімантану.

## Поширення і екологія
Pseudorabdion saravacense мешкають на заході Калімантану, в Індонезії та в малазійському штаті Саравак. Вони живуть у вологих рівнинних тропічних лісах. Ведуть риючий спосіб життя.